# Den naturvidenskabelige revolution
Den naturvidenskabelige revolution i 1500-tallet og 1600-tallet var en periode i videnskabshistorien, hvor nye ideer inden for astronomi, fysik, biologi, menneskets anatomi, kemi førte til opgør med de hidtil kendte doktriner, der havde været gældende siden oldtidens Grækenland og op gennem middelalderen samt delvis renæssancen. Centrale navne er i den naturvidenskabelige revolution er astronomerne Nicolaus Kopernikus (1473-1543), Tycho Brahe (1546-1601) og Johannes Kepler (1571-1630) samt fysikerne Galileo Galilei (1564-1642) og Isaac Newton (1642-1727).
Revolutionen lagde fundamentet for den moderne naturvidenskab. Blandt videnskabshistorikerne er der overvejende enighed om, at revolutionen begyndte med udgivelsen af to værker i 1543: Nicolaus Kopernikus: De revolutionibus orbium coelestium (Om de himmelske sfærers omdrejning) og Andreas Vesalius: De humani corporis fabrica (Om opbygningen af den menneskelige krop). Den fortsatte indtil slutningen af 1600-tallet, hvor Isaac Newton skrev sit hovedværk Principia mathematica (1686-87). Betegnelsen "videnskabelig revolution" for denne periode skyldes historikeren og filosoffen Alexandre Koyré, der brugte den fra 1939.

## Revolutionens betydning
Perioden betød en fundamental forandring af videnskabelige ideer inden for astronomi, anatomi og fysik, inden for de institutioner, der understøttede videnskaben samt i den bredere folkelige opfattelse af universet. Intelligente personer begyndte at stille spørgsmålstegn ved alt, og det var disse spørgsmål, der ledte til den videnskabelige revolution, som igen blev grundlaget for moderne videnskab. Den videnskabelige revolution førte til etableringen af den moderne videnskab. 
Mange samtidige skribenter og nutidige historikere hævder, at der var tale om en revolutionerende ændring i verdenssynet. I 1611 skrev den engelske digter John Donne:
[The] new Philosophy calls all in doubt,
The Element of fire is quite put out;
The Sun is lost, and th'earth, and no man's wit
Can well direct him where to look for it.
I den nyeste tid har sociologen og historikeren Steven Shapin indledt sin bog The Scientific Revolution med følgende paradoks: "Der fandtes ikke nogen videnskabelig revolution, og det handler denne bog om."

## De nye ideer
Den videnskabelige revolution er ikke kendetegnet ved en enkelt forandring. Her følger en samling af de nye ideer, der bidrog til revolutionen:
- Ændringen fra Jorden til Solen som centrum i solsystemet.
- Forandringen fra den aristoteliske teori om, at materien bestod af de fire elementer: Jord, vand, luft og ild, til at betragte atomet som fundamentet i en kompleks kemisk opbygning af stofferne.
- Ændringen fra den aristoteliske opfattelse af, at tunge legemer naturligt bevægede sig nedad mod deres naturlige plads, at lette legemer naturligt bevægede sig opad mod deres naturlige plads, samt at luftige legemer naturligt bevægede sig uforanderligt i cirkler, til opfattelsen af at alle legemer har en tyngde og bevæger sig ifølge de samme fysiske love. Centralt er her Newtons opdagelse af de tre mekaniske love og tyngdeloven.
- Udskiftningen af Galens fysiologiske system om, at det venøse og det arteriske system var uafhængige af hinanden, med Harveys opfattelse af, at blodet cirkulerer mellem arterierne og venerne.